# Terkelsbøl Moser
Terkelsbøl  Moser er  et ca.  300 hektar  stort moseområde nordvest for Tinglevi Aabenraa Kommune. Det  består  af  en  lang  række 
sammenhængende  moser: Terkelsbøl  Mose,  Ulvemose,  Todsbøl  Mose,  Gåskær Mose, Vestermose, Dravløkke, Kragelund og Gammellykke.  Området  gennemstrømmes  af  Porså,  som  deler  mosen  i  en nordlig  og  sydlig del. En række drængrøfter i moseområdet løber til åen. Afvandingen af moseområdet sker primært via Porså, der efter sammenløb med Terkelsbøl Å løber til Grønå, der er en del af Vidå-systemet. 
Moserne er en del af Natura 2000-område nr. 98 Tinglev Sø og Mose, Ulvemose og Terkelsbøl Mose og fuglebeskyttelsesområde nr. 62. Ved en undersøgelse i 2009 blev der registreret 57 ynglefuglearter blandt andet sjældne arter som  krikand blåhals  og  rødrygget  tornskade. Der er  registreret fem  arter af 
padder , hvoraf spidssnudet frø og stor vandsalamander er strengt beskyttede arter under habitatdirektivet. 
Moserne har tidligere været en åben og næringsfattig hedemose med tørvegrave og  partier  af  højmose,  en  afvandinger  medførte  sænkninger  af  vandstanden  i 
moseområdet.  Dette  medførte  at  mosearealerne  groede  til  med  pile- og  birkekrat. Desuden blev vandområderne til sump, hængesæk og pilekrat, så der kun var forholdsvis få vandområder med et åbent vandspejl.